# Melampophylax puncticollis
Melampophylax puncticollis is een schietmot uit de familie Limnephilidae. De soort komt voor in het Palearctisch gebied.